# Comté de Summit (Colorado)
Pour les articles homonymes, voir Comté de Summit.
Le comté de Summit est un comté du Colorado. Son chef-lieu est Breckenridge. Outre Breckenridge, les municipalités du comté sont Blue River, Dillon, Frisco, Montezuma et Silverthorne.
Le nom du comté vient de situation au sommet (summit en anglais) de la Snowy Range (en).

## Démographie
| 1870 | 1880  | 1890  | 1900  | 1910  | 1920  |
| ---- | ----- | ----- | ----- | ----- | ----- |
| 258  | 5 459 | 1 906 | 2 744 | 2 003 | 1 724 |

| 1930 | 1940  | 1950  | 1960  | 1970  | 1980  |
| ---- | ----- | ----- | ----- | ----- | ----- |
| 987  | 1 754 | 1 135 | 2 073 | 2 665 | 8 848 |

| 1990   | 2000   | 2010   | - | - | - |
| ------ | ------ | ------ | - | - | - |
| 12 281 | 23 548 | 27 994 | - | - | - |